# أبو قرن أسود
أبو قرن أسود (الاسم العلمي: Anthracoceros malayanus) هو نوع من فصيلة أبو قرن.